# غاري شابمان
غاري شابمان (بالإنجليزية: Gary Chapman)‏ (1 مايو 1964 ببرادفورد في المملكة المتحدة - ) هو لاعب كرة قدم بريطاني في مركز الهجوم. لعب مع برادفورد سيتي ونادي إكزتر سيتي ونادي توركي يونايتد ونوتس كاونتي وفريكلي أثلتيك ‏ وWakefield F.C. ‏ ونادي مانسفيلد تاون ودارلينجتون إف سى.